# Amphoropsyche choco
Amphoropsyche choco är en nattsländeart som beskrevs av Ralph W. Holzenthal 1985. Amphoropsyche choco ingår i släktet Amphoropsyche och familjen långhornssländor. Inga underarter finns listade i Catalogue of Life.